# Antrocephalus lugubris
Antrocephalus lugubris (лат.) — вид мелких хальциноидных наездников рода Antrocephalus из семейства Chalcididae. Юго-Восточная Азия, (в том числе, Вьетнам, Индия, Индонезия-Ява, Китай, Сингапур, Тайвань, Филиппины).

## Описание
Мелкие перепончатокрылые хальциды. Окраска полностью чёрная (включая ноги и усики). Скутеллюм выступающий назад, заострённый. Усики 11-члениковые. Виски с продольным желобком. Лапки 5-члениковые. Грудь выпуклая. Задние бёдра утолщённые и вздутые. Предположительно, как и другие виды своего рода паразитируют на куколках бабочек (Lepidoptera). Вид был впервые описан с Тайваня в 1932 году под первоначальным названием Tainania lugubris Masi, 1932, а его валидный статус подтверждён в 2016 году индийским энтомологом академиком Текке Куруппате Нарендраном (Narendran T.C.; Zoological Survey Of India, Калькутта, Индия) и голландским гименоптерологом К. ван Ахтенбергом (Cornelis van Achterberg; Naturalis, Лейден, Нидерланды) по материалам из Вьетнама.